# Плезантвил (округ Бедфорд, Пенсилванија)
Плезантвил (енгл. Pleasantville, Bedford County) град је у америчкој савезној држави Пенсилванија.

## Демографија
По попису из 2010. године број становника је 198, што је 13 (-6,2%) становника мање него 2000. године.
| Група             | 2000.       | 2010.       |
| Белци             | 202 (95,7%) | 196 (99,0%) |
| Афроамериканци    | 5 (2,4%)    | 0 (0,0%)    |
| Азијати           | 0 (0,0%)    | 0 (0,0%)    |
| Хиспаноамериканци | 2 (0,9%)    | 0 (0,0%)    |
| Укупно            | 211         | 198         |